# جوان ليمبورغ
جوان ليمبورغ (بالإنجليزية: Joanne Limburg)‏ (1970، لندن في المملكة المتحدة)؛ كاتِبة وشاعرة بريطانية.